# Баевский, Ян Антонин
Ян Антонин Баевский OFMConv (пол. Jan Antonin Bajewski, 17 января 1915, Вильна — 18 мая 1941, Освенцим, Верхняя Силезия) — блаженный Римско-Католической Церкви, священник, монах, мученик. Являлся одним из ближайших сотрудников св. Максимилиана Кольбе. Входит в число 108 блаженных польских мучеников, беатифицированных римским папой Иоанном Павлом II во время его посещения Варшавы 13 июня 1999 года.

## Биография
Был единственным ребёнком в семье. Он был крещен 14 марта 1918 года в приходской церкви Святого Духа в Вильнюсе. Когда ему было семь лет, он начал посещать начальную школу. Учился в Королевской гимназии Лелевеля и в классической гимназии А. Мицкевича в Вильнюсе. 16 июня 1933 года, он получил аттестат зрелости и решил стать священником, несмотря на возражения семьи.
В мае 1939 года был рукоположён в сан священника. 17 февраля 1941 года был арестован гестапо вместе с Максимилианом Кольбе и депортирован в концентрационный лагерь Освенцим, где умер 15 июля 1943 года от тифа.

## Прославление
13 июня 1999 года был беатифицирован римским папой Иоанном Павлом II вместе с другими польскими мучениками Второй мировой войны.
День памяти — 12 июня.